# Uitgeest
Uitgeest  è una municipalità dei Paesi Bassi di 12 673 abitanti situata nella provincia dell'Olanda Settentrionale.